# سالهی
سالهی (به لاتین: Salehy) یک منطقهٔ مسکونی در ماداگاسکار است که در ماهانورو واقع شده‌است.